# Exhortation aux Grecs
Pour les articles homonymes, voir Protreptique.
L’Exhortation aux Grecs (en grec ancien Προτρεπτικός πρὸς Ἕλληνας / Protreptikós pròs Héllênas) également connue sous son titre grec, Protreptique, est l'une des œuvres les plus connues de Clément d'Alexandrie.
L’Exhortation appelle les païens de culture grecque à renoncer à leur religion et à leurs rites traditionnels pour embrasser la religion chrétienne. Il est composé en deux parties. Dans la première, Clément évoque le Logos divin qui « soutient l'univers et accorde tous les êtres » et remplace tous les anciens chants païens. Dans la seconde, il attaque directement le paganisme grec. Dans le chapitre II, il s'en prend tour à tour aux oracles, aux cultes à mystères et aux dieux de l'Olympe, dont il dénonce l'immoralité et la débauche. Dans les chapitres III et IV, il dénonce les sacrifices humains et le culte des images. Les chapitres V à VII, tout en poursuivant la critique du paganisme, s'efforcent d'identifier les éléments de vérité que les philosophes, les poètes et les prophètes (la sibylle, mais principalement les prophètes juifs) ont pu découvrir. Le chapitre IX proclame l'appel du Logos divin. Le chapitre X s'adresse plus directement au public du traité. Enfin, les chapitres XI et XII célèbrent le Logos incarné (le Christ) et appellent à la conversion.
L’Exhortation a été conservée principalement dans le Codex Aretae (Parisinus graecus 451), daté de 914, qui contient également le Pédagogue de Clément ainsi que des œuvres de Justin de Naplouse, d'Athénagoras d'Athènes et d'Eusèbe de Césarée.